# Verberie
 Verberie  es una población y comuna francesa, en la región de Picardía, departamento de Oise, en el distrito de Senlis y cantón de Pont-Sainte-Maxence.

## Demografía

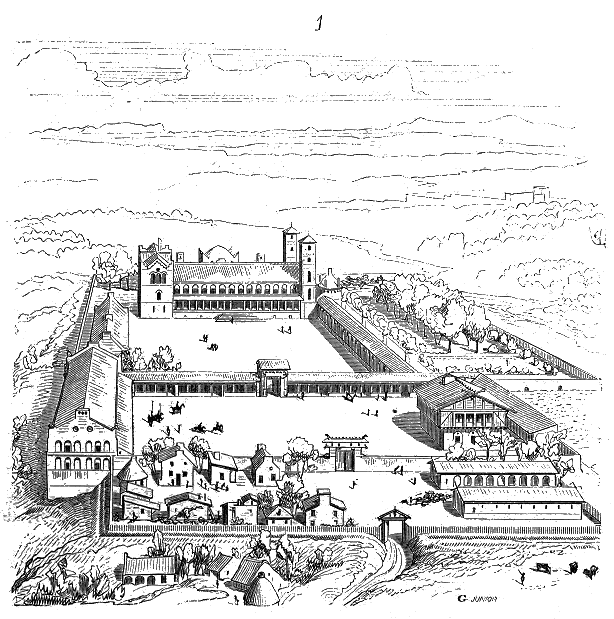
Aspecto posible del palacio carolingio de Verberie.

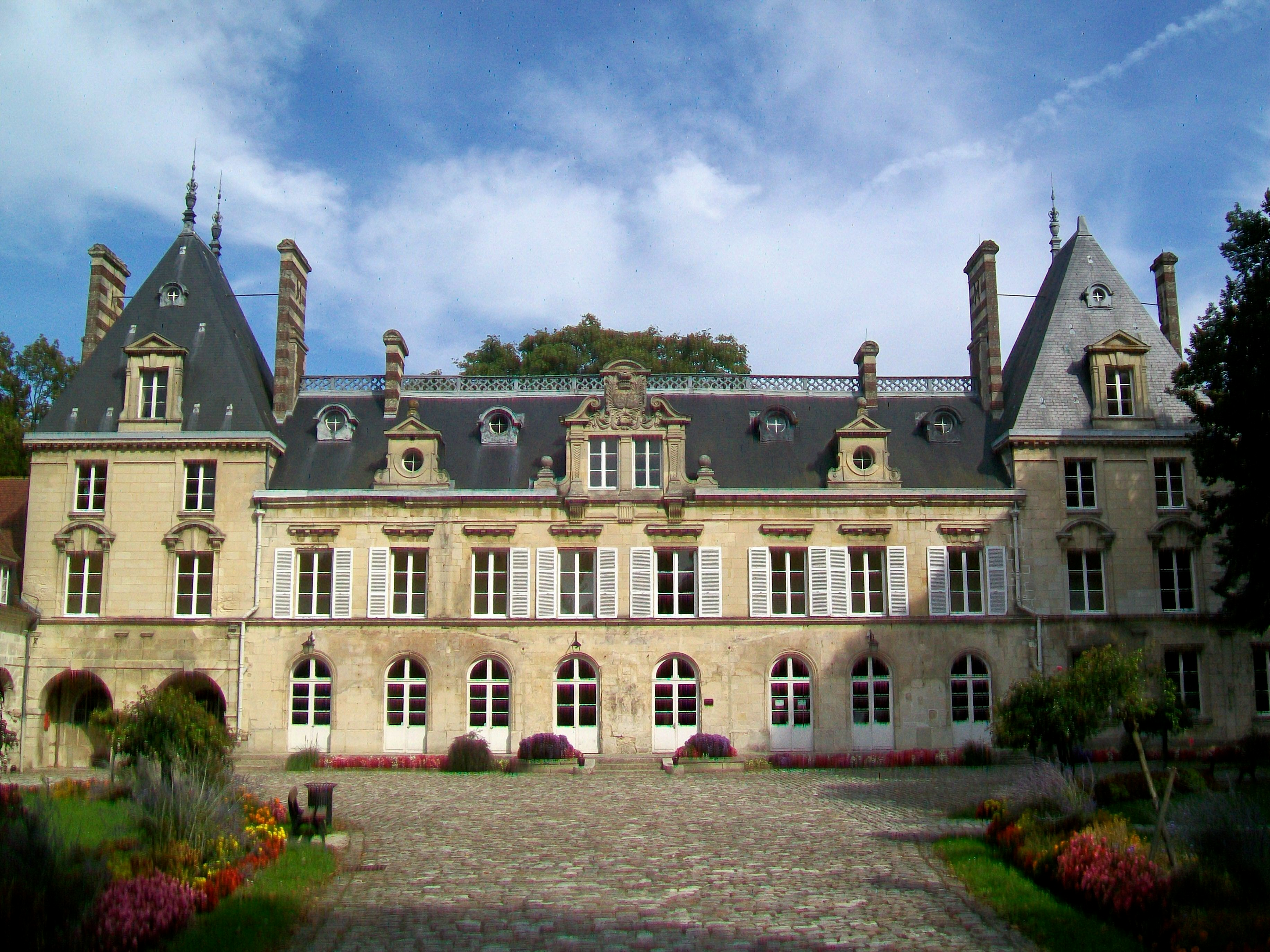
Château d'Aramont.

| 2412 | 2511 | 2512 | 2293 | 2627 | 3283 |
| Para los censos de 1962 a 1999 la población legal corresponde a la población sin duplicidades (Fuente: INSEE [Consultar]) |      |      |      |      |      |

## Historia
En el lugar se levantó uno de los más importantes palacios carolingios, del que sólo queda la capilla (hoy transformada en iglesia de Saint-Pierre -muy modificada en siglos posteriores, hoy principalmente de estilo gótico, del que sólo el sur del transepto corresponde a la época, y aún se denomina "capilla de Carlomagno"-) y restos en una casa de la rue Saint-Pierre.
Las dimensiones del palacio eran extraordinarias: se prolongaba desde la actual iglesia hasta el actual Château d'Aramont (siglo XVII, edificado por Nicolas de Lancy, señor de Raray), en un conjunto de edificaciones de 420 metros de longitud, cada una de las cuales ha dejado huella en la toponimia actual. Al oeste se encontraba el Aula Regia o sala de asambleas; el Praedium, residencia del gobernador del palacio, ocupaba el lugar donde está actualmente la tour Saint-Corneil; las prisiones, el Palis du Bois d'Ageuxs, destruido por los ingleses en 1420. El edificio central, flanqueado por torres redondas en sillería, estaba magníficamente decorado. También contenía parques y jardines, estanques y canales.
El palacio carolingio fue destruido por la invasión normanda, reparado en 885, y vuelto a destruir de nuevo por los normandos en el siglo X. Durante la guerra de los cien años, los ingleses lo quemaron en 1359, y Carlos V de Francia ordenó reconstruirlo en 1369. En el siglo XVI, Francisco I mandó demolerlo y permitió a la población local beneficiarse de los materiales; al tiempo que la ciudad se amurallaba. La muralla, con cinco puertas, persistió hasta el siglo XIX.
En honor de Carlos VI de Francia se realizó el jeux des tombereaux de Verberie, denominado más tarde sautriaux, que consistía en dejarse caer rodando ladera abajo entrelazando cabeza, pies y manos (una rueda humana), a veces entre dos personas.

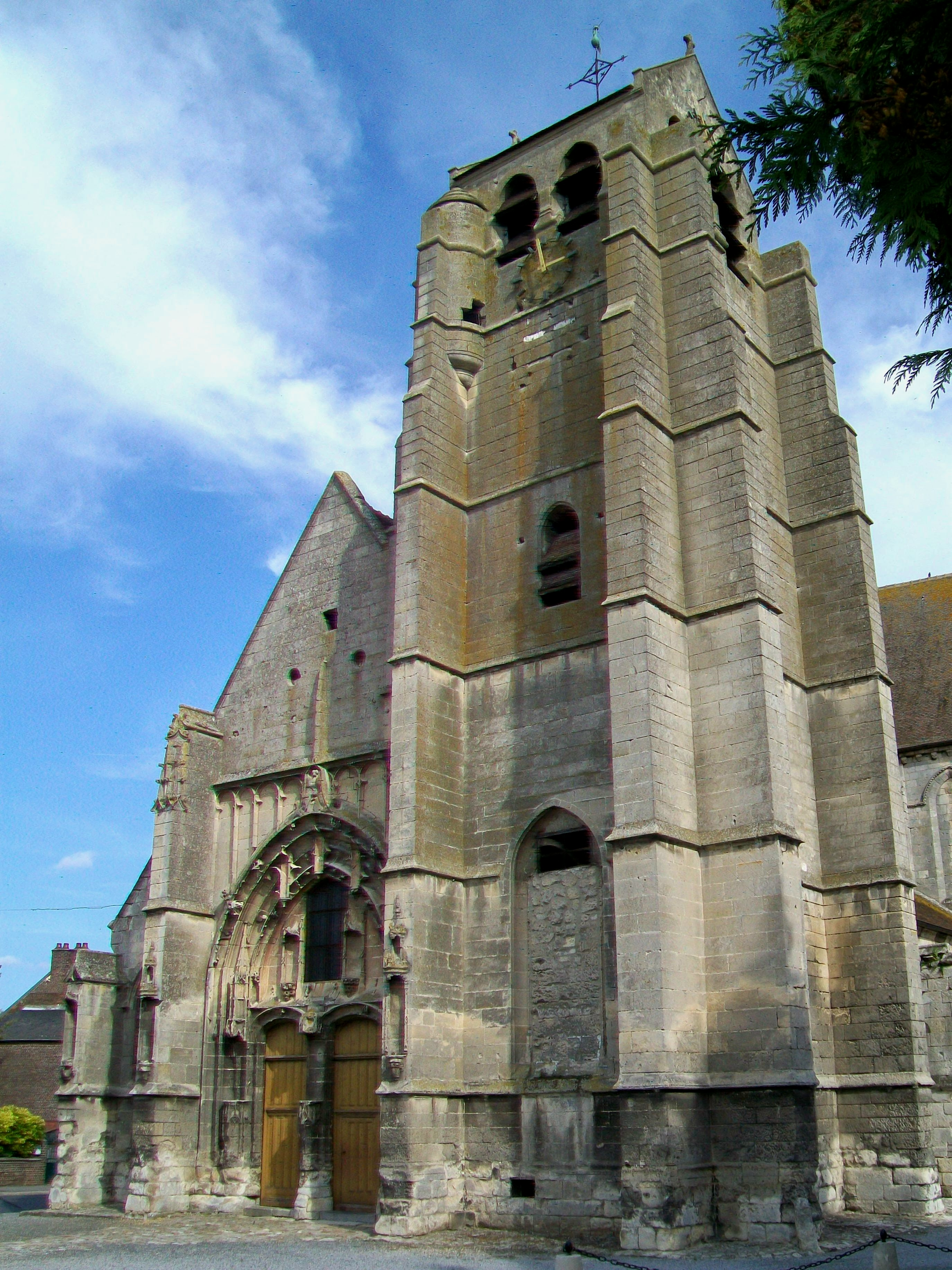
Torre y fachada oeste de la iglesia de Saint-Pierre.
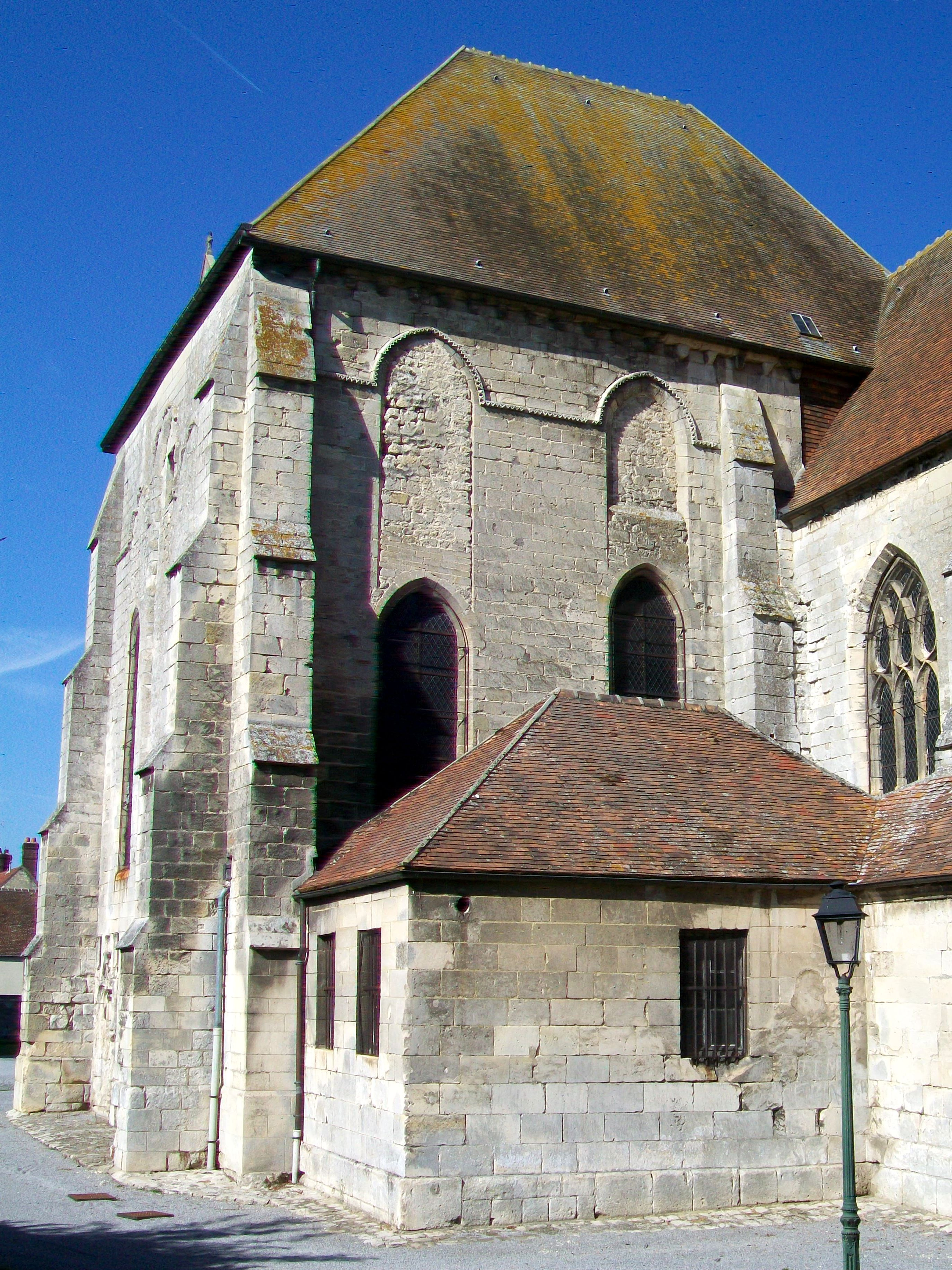
Transepto sur, antigua capilla del palacio.
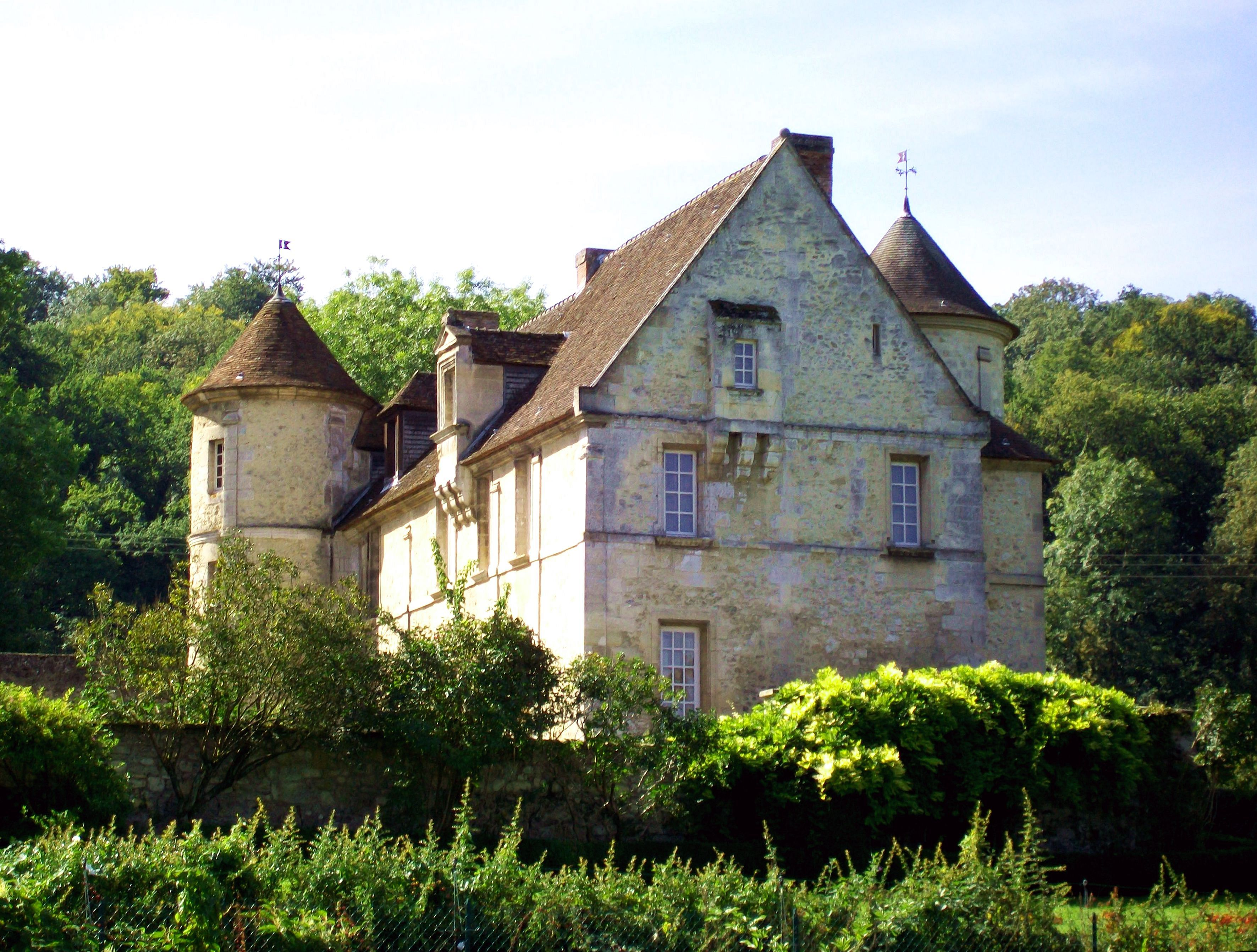
Manoir de Saint-Germain.
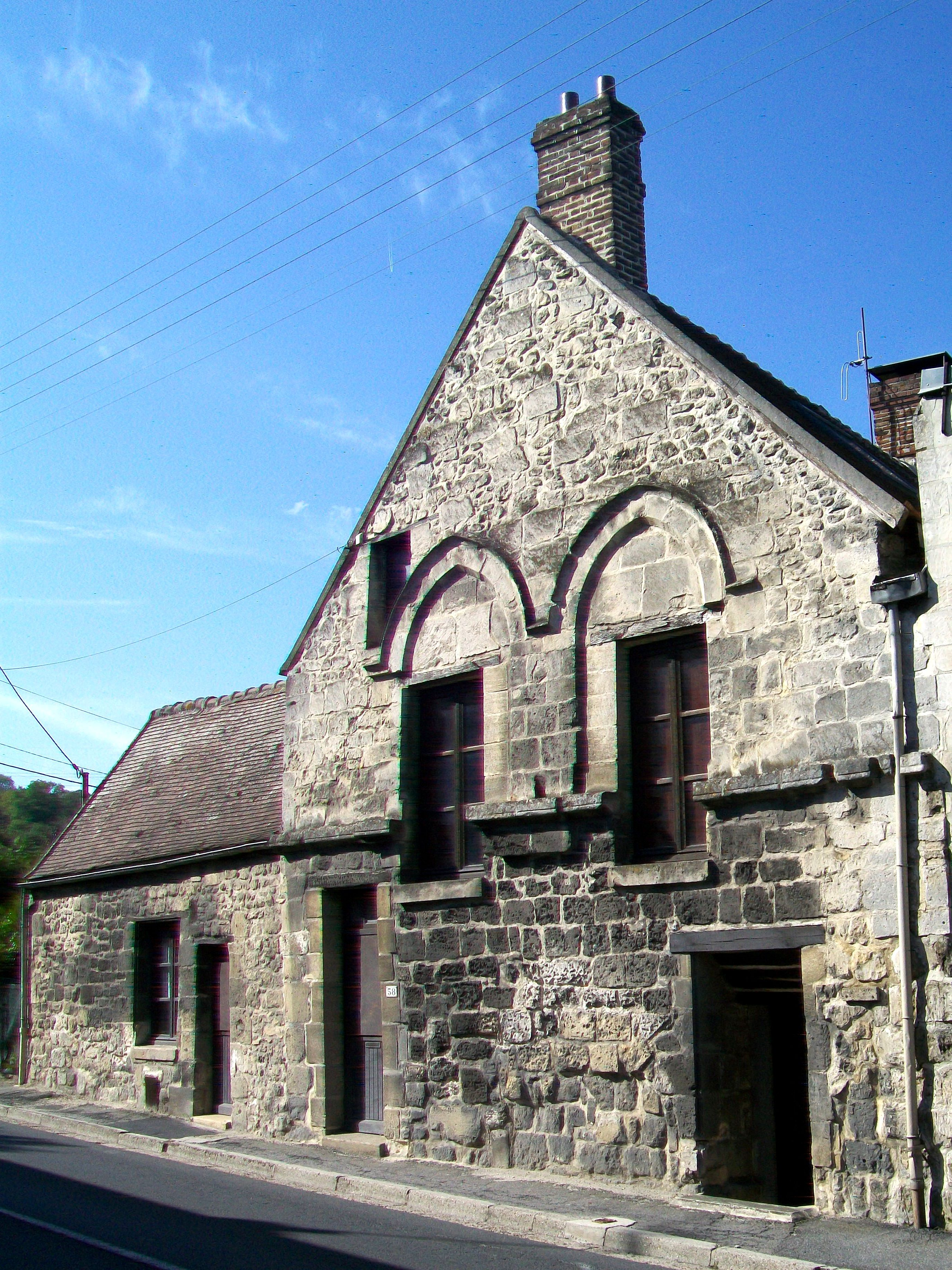
Petit-Cappy o hôtel Saint-Jacques, en la rue de Paris.
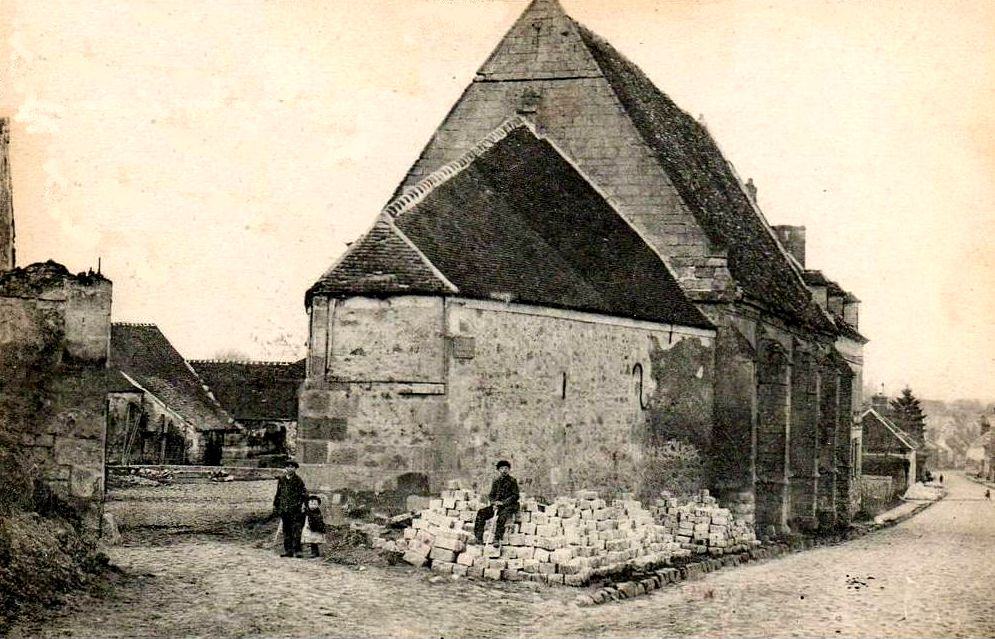
Antigua capilla de Notre Dame des Monts, tal como se encontraba a comienzos del siglo XX.